# Gotlandsfår

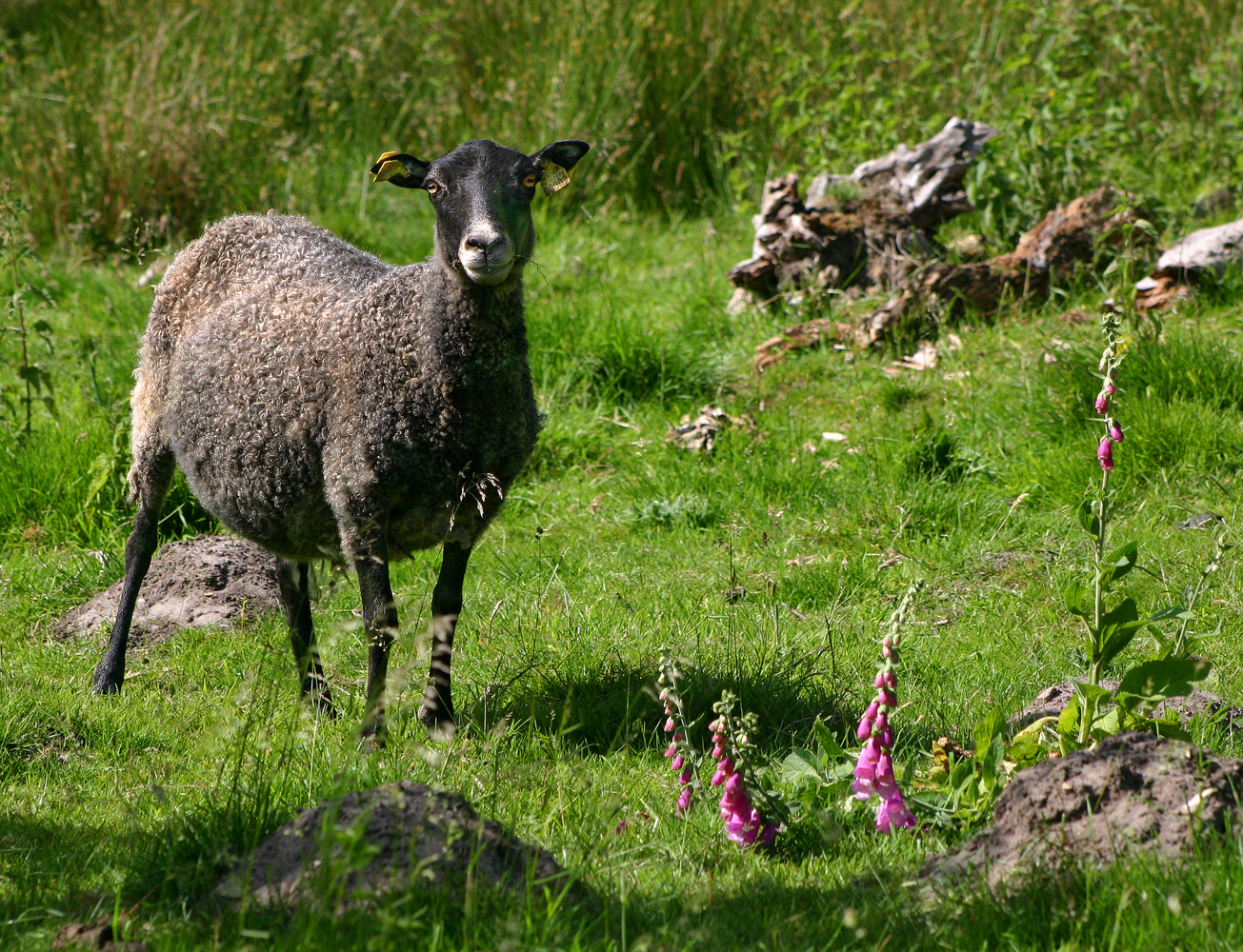
Gotlandsfår

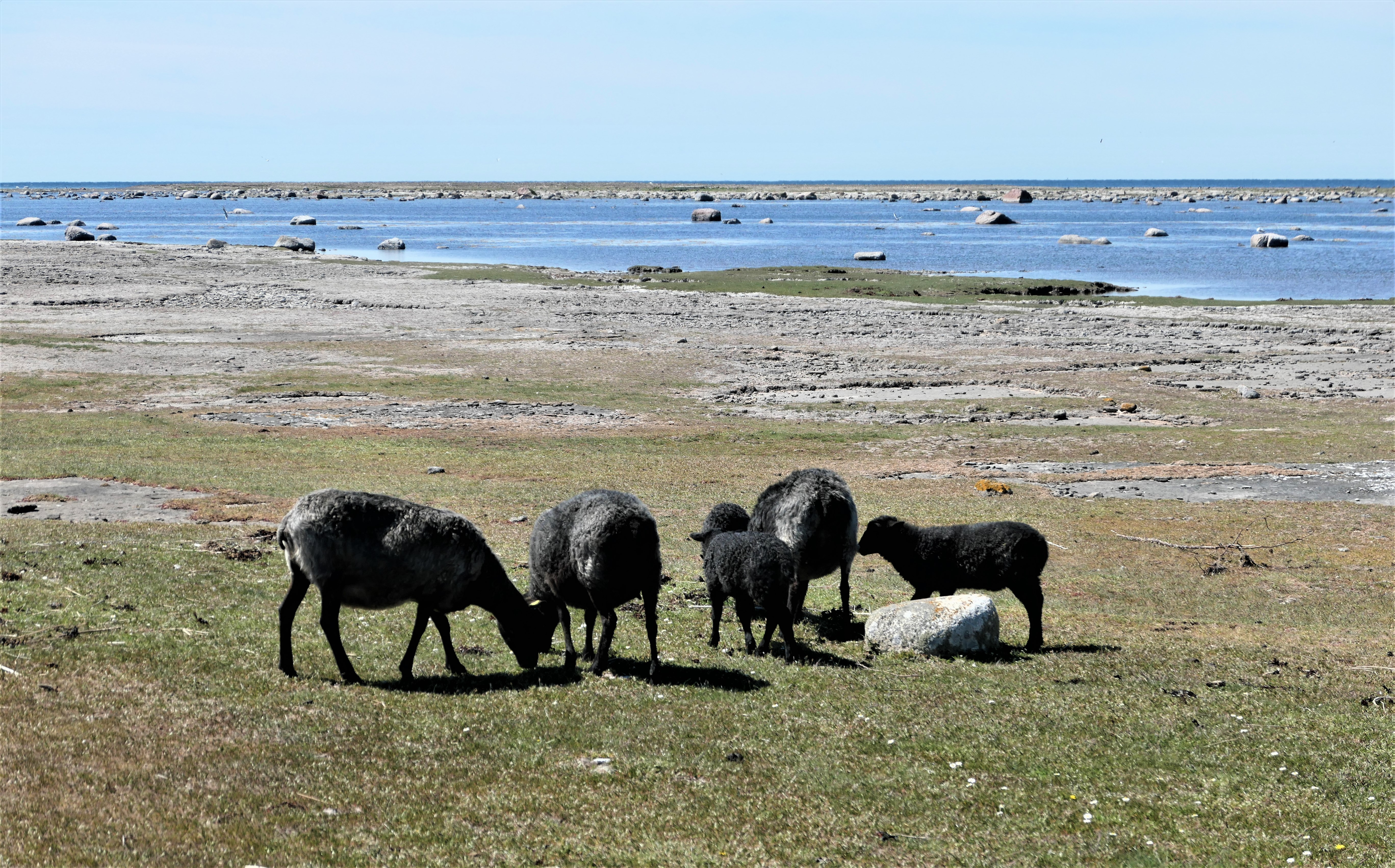
Gotlandsfår från Ottenby kungsgård i Ottenby naturreservat på Öland. I bakgrunden Ottenby rev.

Gotlandsfår är en fårras som härstammar från det gotländska utegångsfåret med ursprung på Gotland. Rasen förekommer numera, förutom i Sverige, även i bland annat Norge, Danmark, England och Nya Zeeland. Rasen har tidigare även kallats pälsfår.
Gotlandsfåret är ett kulligt lantrasfår och tillhör gruppen nordiska kortsvansfår. De ursprungliga gotländska utegångsfåren kunde vara både behornade och kulliga (hornlösa) och hade en ull bestående av många olika typer av ullfibrer i ett flertal färger.
I början av 1900-talet började man avla utegångsfåret för produktion av lockiga, jämnt grå pälsskinn. Fåren skulle även vara kulliga. Efter några decennier hade flertalet av de ursprungliga färgerna, förutom grått, försvunnit ur rasen. Den nya rasen fick namnet pälsfår, men namnet ändrades i slutet av 1900-talet till Gotlandsfår, eftersom det namnet är mer gångbart internationellt.   
Tackan föder cirka 2 lamm per år. Lamningen sker på våren.  
Gotlandsfåret är unikt såtillvida att skinnen är optimala ur pälssynpunkt vid samma tid som lammen är slaktmogna.
På Gotland kallas får för lamm, och deras ungar för lammungar.